# Megacyllene nevermanni
Megacyllene nevermanni är en skalbaggsart som beskrevs av Martins och Maria Helena M. Galileo 2008. Megacyllene nevermanni ingår i släktet Megacyllene och familjen långhorningar.
Artens utbredningsområde är Costa Rica. Inga underarter finns listade i Catalogue of Life.